# Trapeton

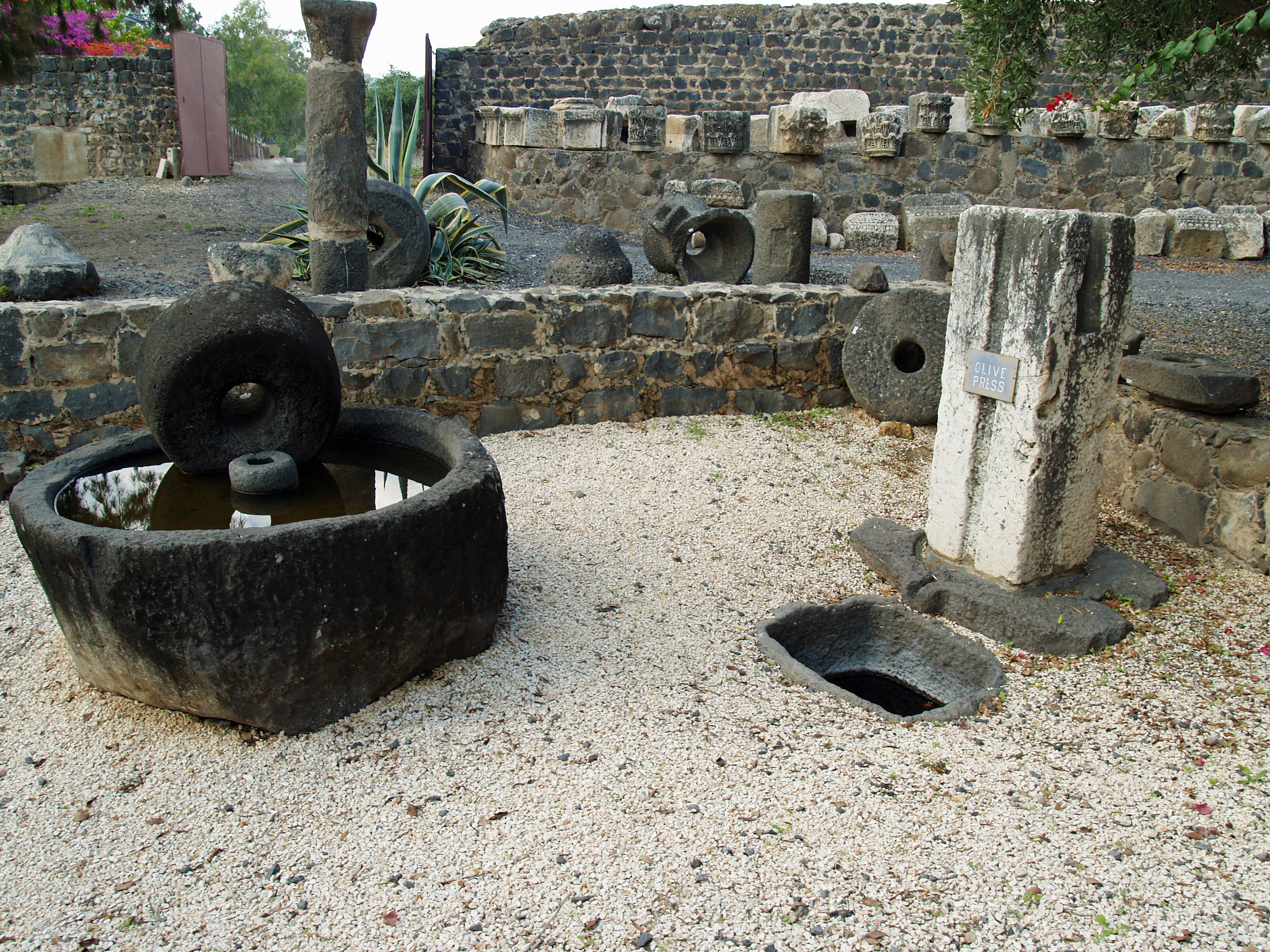
Młyn do tłoczenia oliwy z Kafarnaum z okresu rzymskiego

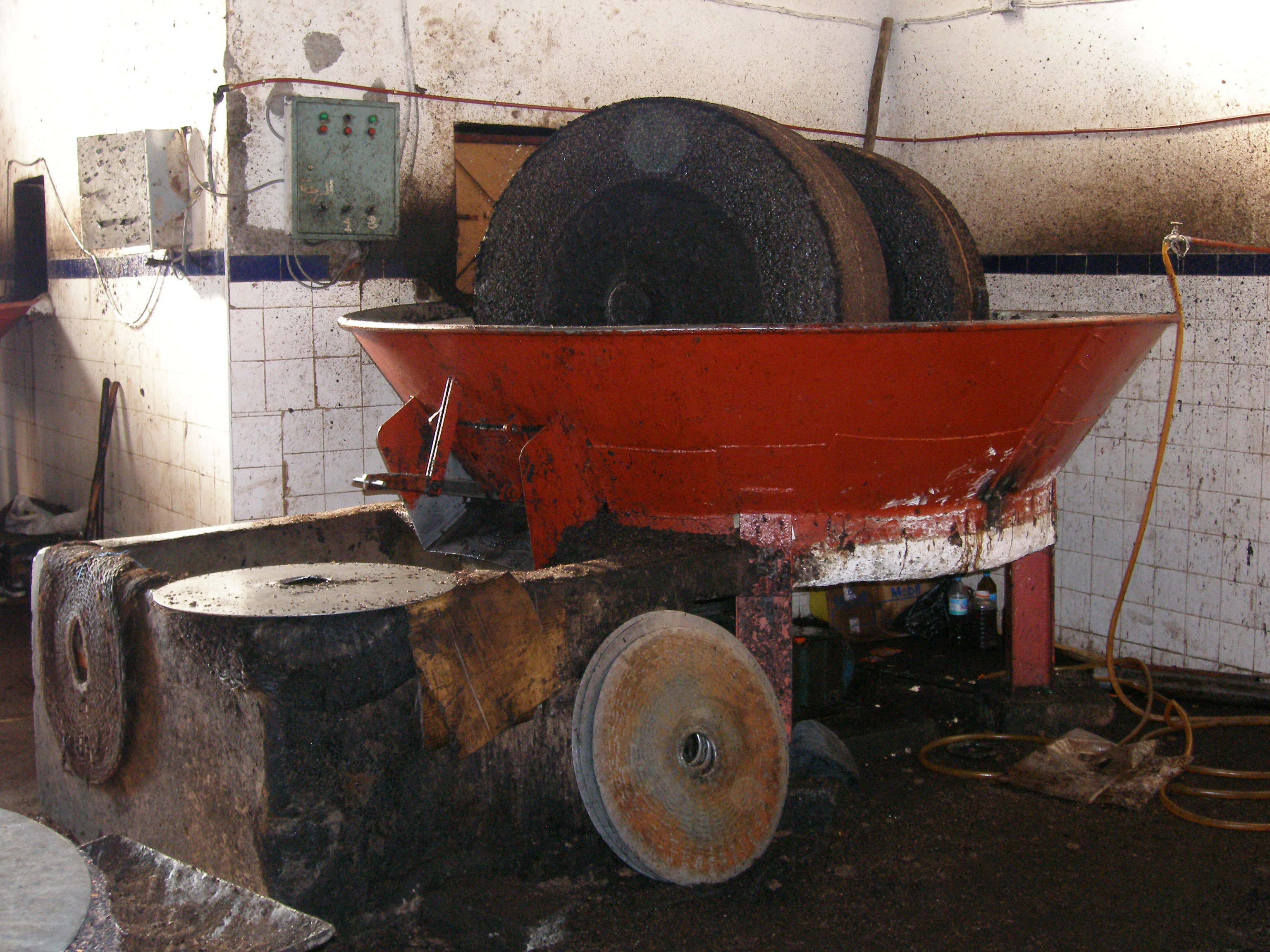
Współczesny młyn do tłoczenia oliwy z Maroka

Trapeton – młyn do tłoczenia oliwek, używany w Grecji, składał się z kamiennej czaszy o średnicy około 1 m i dwóch kamieni umocowanych na równoległej do niej osi, wspartej na prostopadłym do czaszy filarze, obracanych za pomocą korby.